# Оптима Банк
ОАО «Оптима Банк» - киргизский банк, имеющий порядка пятидесяти представительств в различных областях страны. «Оптима Банк» ведёт работу на основе принципов надежности, качества, честного ведения бизнеса и развитой корпоративной культуры. За более чем три десятилетия деятельности банк добился высоких финансовых показателей, и по праву считается одним из ведущих, стабильно и устойчиво развивающихся банков Киргизии. Центральный офис «Оптима Банка» находится в Бишкеке.

## История
- 1992 год — образование киргизского коммерческого банка содействия предпринимательству «Кыргызмелбизнесбанк».
- 1993 год — банк был переименован в Киргизский коммерческий банк развития и реконструкции энергетики АБ «Кыргызэнергобанк», основная цель деятельности — поддержка предприятий топливно-энергетического комплекса республики.
- 2000 год — АБ «Кыргызэнергобанк» начал обслуживать пластиковые карты. Был запущен терминал обналичивания средств по пластиковым картам международных платежных систем
- 2001 год — АБ «Кыргызэнергобанк» был переименован в ОАО «Энергобанк».
- 2006 год — банк прошёл государственную перерегистрацию в связи с изменением наименования на ОАО «АТФБанк — Кыргызстан».
- 2008 год — ОАО «АТФБанк — Кыргызстан» приобрёл статус члена группы UniCredit Group.
- 2010 год — «АТФБанк-Кыргызстан», полноправный член одной из лидирующих финансовых групп Европы — UniCredit Group, отразил это и в названии банка, изменив его на ОАО «ЮниКредит Банк».
- 2013 год — банк продолжил свою работу под новым брендом Оптима Банк[1].

## Собственники и руководство
Правление банка
- Капышев Бейбут Сапаргалиевич — Председатель Правления
- Курманбеков Бакыт Джанышбекович — Заместитель Председателя Правления
- Дыйканов Рустам Анатаевич — Заместитель Председателя Правления
- Турбатов Руслан Радмирович — Заместитель Председателя Правления

Акционеры
- АО «АТФБанк», с долей в оплаченном уставном капитале — 97,14 %.

## Филиальная сеть
ОАО «Оптима Банк» имеет более 50 представительств в Киргизской Республике, включая: г. Бишкек, г. Ош, г. Джалал-Абад, г. Токмак, г. Кара-Балта, г. Балыкчи и прочие.

## Деятельность
ОАО "Оптима Банк" представляет полный спектр банковских услуг для физических и юридических лиц: открытие банковского счета, денежные переводы, приём оплаты за коммунальные услуги и услуги связи, кассовые операции, кредитование, аренда сейфов, депозиты, платёжные карты, конвертация, операции с ценными бумагами и многие другие услуги.

## Факты
- «Оптима Банк» первый финансовый институт в Киргизии эмитирует карту Visa Infinite[2] в конце 2014г. в рамках развития услуг Private Banking, соответствующую международным стандартам.
- 14 декабря 2017 года ОАО "Оптима Банк" представил на презентации премиальную карту Visa Platinum.[3]

## Приоритетные направления партнерских отношений
- 11 ноября 2010г. ОАО «Оптима Банк» и FMO (Нидерландская Финансовая Компания Развития) (Netherlands Development Finance Company) подписали соглашение о предоставлении кредитной линии, состоящей из двух траншей, на общую сумму 10 миллионов долларов США.[4]
- 15 сентября 2015г. один из лидеров банковского сектора Киргизии ОАО "Оптима Банк" и Европейский банк реконструкции и развития подписывают соглашения о финансировании на общую сумму $33 млн.[5]
- 6 марта 2015г. директор Агентства по продвижению инвестиций при Министерстве экономики Киргизской Республики Алмаз Сазбаков и председатель правления «Оптима Банк»  Бейбут Капышев подписали Меморандум о сотрудничестве и взаимодействии[6].
- В 2017г. ОАО «Оптима Банк» и Европейский Банк Реконструкции и Развития подписали 2 кредитных соглашения на 10 миллионов долларов США.[7]
- 18 апреля 2017г. состоялось подписание кредитного договора между Российско-киргизским фондом развития и ОАО "Оптима Банк" на сумму 10 млн долларов США.[8]
- 30 декабря 2020 года 99,76% акций АТФБанка (материнской компании ОАО «Оптима Банк» в Кыргызстане.) были приобретены Jýsan Bank (Казахстан).[9]

## Награды
АКИpress:
- Лучший банк Кыргызстана — 2011
- Лучший банк Кыргызстана — 2012
- Лучший банк Кыргызстана — 2013
- Лучший банк Кыргызстана — 2014
- Лучший банк Кыргызстана — 2016
- Лучший банк Кыргызстана — 2017
- Лучший банк Кыргызстана — 2018

Международный фестиваль-конкурс «Выбор года»:
- «Банк № 1» в Киргизии — 2011[10]
- «Банк № 1» в Киргизии — 2012[11]
- «Банк № 1» в Киргизии — 2013[12]
- «Банк № 1» в Киргизии — 2014[13]
- «Банк № 1» в Киргизии — 2015[14]
- «Банк № 1» в Киргизии — 2016[15]
- «Банк № 1» в Киргизии — 2017[16]
- «Банк № 1» в Киргизии — 2018[17]
- «Банк № 1» в Киргизии — 2019

Сертификат платёжной системы Visa
- Успешный запуск карты Visa Infinite[18]
- Успешный маркетинг и рост безналичных платежей[19]

Asian Banking and Finance Awards
- Domestic Retail Bank of the Year 2014 (Лучший локальный розничный банк 2014 года).[20]
- Domestic Retail Bank of the Year 2016 (Лучший локальный розничный банк 2016 года)
- Domestic Retail Bank of the Year 2020 (Лучший локальный розничный банк 2020 года)
- Kyrgyztan Domestic Technology and Operations Bank of the Year 2016[21]

Международная премия "Финансово-банковская элита Евразии"
- Эталон надежности и развития[22]

Trade Facilitation Programme
- Самый активный банк-эмитент по сделкам торгового финансирования в Киргизии в 2017 г.[23]

Global Banking and Finance Review
- Best Digital Bank Kyrgyzstan 2020 (Лучший цифровой банк в Киргизии в 2020г.)[24]

Международная премия World Finance
- Best Private Bank 2020 (Лучший банк в КР, предоставляющий услуги Private Banking)